# Jonathon Power
Jonathon Tyler Power (* 9. August 1974 in Comox) ist ein ehemaliger kanadischer Squashspieler. Er wurde 1998 Weltmeister und war der erste Weltranglistenerste aus Nordamerika.

## Karriere
Power begann mit sieben Jahren Squash zu spielen und wurde mit 16 Jahren Profi. 1991 stieg er in die Profi-Tour der PSA ein, auf der er bis zu seinem Karriereende insgesamt 37 Turniere gewann und in 24 weiteren Finals stand. Sein größter Erfolg war der Gewinn der Weltmeisterschaft 1998. Außerdem konnte er einmal die British Open (1999), zweimal die PSA Super Series, dreimal das PSA Masters und gleich viermal das Tournament of Champions für sich entscheiden. Bei den Commonwealth Games 2002 eroberte er außerdem die Goldmedaille im Einzel. 2006 wurde er Panamerikameister. Mit der kanadischen Nationalmannschaft nahm er an zehn Weltmeisterschaften teil: 1991, 1993, 1995, 1997, 1999, 2001, 2003, 2005, 2007 und 2009. 1997 wurde er gemeinsam mit Gary Waite, Kelly Patrick und Graham Ryding Vizeweltmeister. Mit acht Titeln ist er Rekordhalter bei den kanadischen Meisterschaften.
Power war bei den Zuschauern sehr beliebt, was neben seinem Spielstil vor allem auf seine emotionalen Ausbrüche und Diskussionen mit den Schiedsrichtern zurückzuführen war, weswegen er gerne mit dem Tennisspieler John McEnroe verglichen wurde. Zudem galt Powers Rivalität mit dem Briten Peter Nicol neben der von Jansher und Jahangir Khan als eine der berühmtesten und längsten in der Historie.
Im Januar 2006 eroberte Jonathon Power nach einer viereinhalbjährigen Abstinenz von Weltranglistenposition eins ebendiese wieder zurück, womit er gleichzeitig einen Rekord aufstellte: Noch nie hatte ein Spieler nach einer so großen Zeit nochmals die Weltrangliste angeführt. Im Monat darauf verlor er die Position wieder, um sie am 1. März des Jahres ein weiteres Mal innezuhaben. Da es Power letztes Ziel war, als Weltranglistenführender abzutreten, gab er am 2. März 2006 seinen offiziellen Rücktritt vom Profisquash bekannt. Damit schaffte Power zudem ein Novum, da er für die eine Woche später angesetzten Super Series Finals topgesetzt war. Noch nie hatte der Ranglistenführende der Super-Series-Tour am Finale nicht teilgenommen. Nach seinem Rücktritt bemühte sich Power vor allem darum, den Squashsport in Nordamerika und im Speziellen in Kanada weiter aufzubauen.
Jonathon Power ist verheiratet und hat eine Tochter.

## Erfolge
- Weltmeister: 1998
- Vizeweltmeister mit der Mannschaft: 1997
- Panamerikameister: 2006
- Gewonnene PSA-Titel: 37
- 14 Monate Weltranglistenerster
- Kanadischer Meister: 8 Titel (1996, 1999–2003, 2005, 2008)
- Commonwealth Games: 1 × Gold (Einzel 2002), 1 × Silber (Einzel 1998)
- Panamerikanische Spiele: 1 × Gold (Mannschaft 1995), 1 × Silber (Einzel 1995)